# سیمون آمبروجیو
سیمون آمبروجیو (انگلیسی: Simone Ambrogio؛ زادهٔ ۱۱ فوریهٔ ۲۰۰۰) بازیکن فوتبال است.
وی همچنین در تیم‌های ملی فوتبال زیر ۱۵ سال ایتالیا و زیر ۱۶ سال ایتالیا بازی کرده‌است.